# Junior Murvin

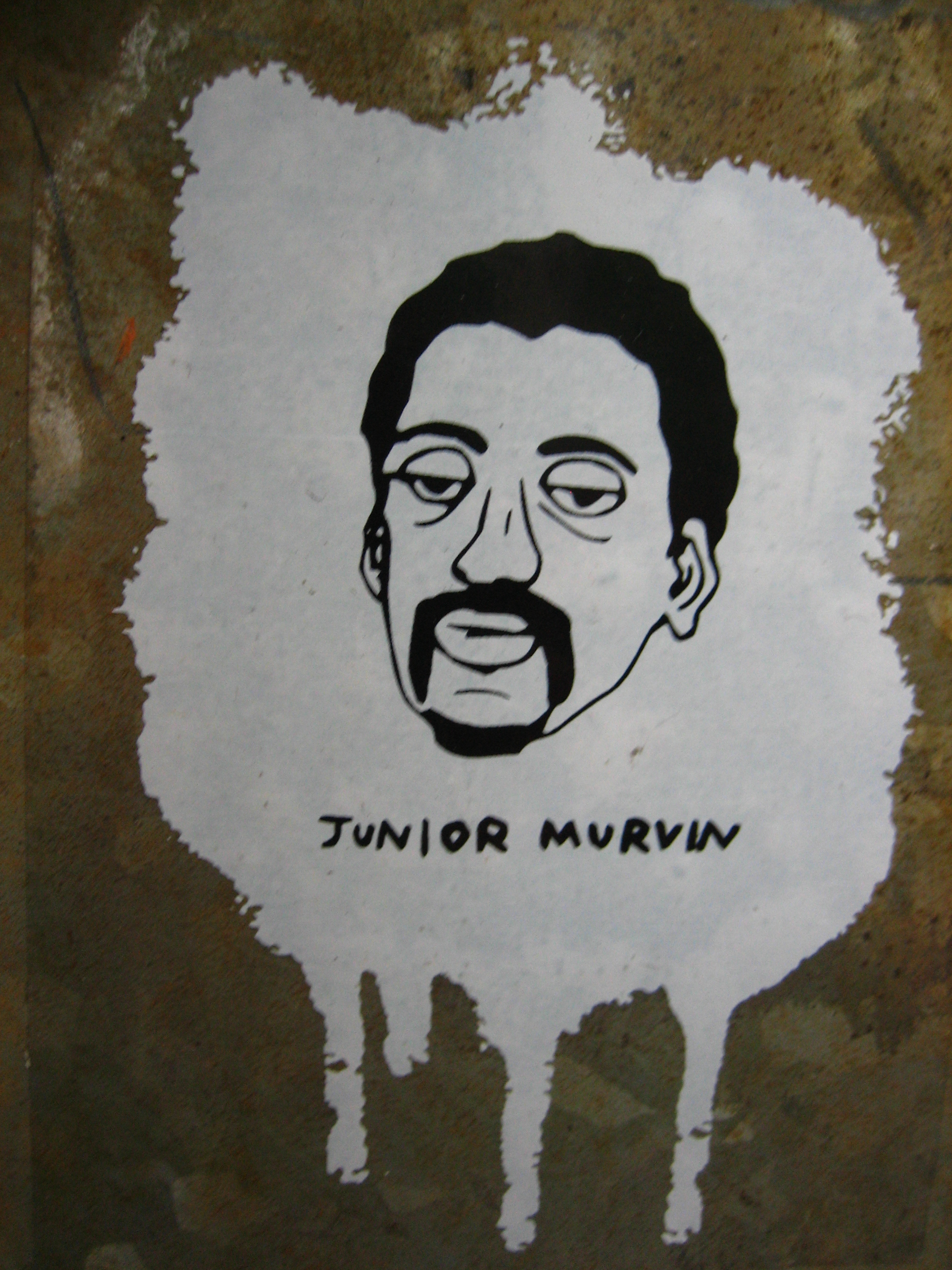
Junior Murvin

Junior Murvin is de artiestennaam van de Jamaicaanse reggaezanger Murvin Junior Smith (Saint James (Jamaica), ca. 1946 – Port Antonio, 2 december 2013).
Junior Murvin is vooral bekend van de met kopstem gezongen single Police and Thieves uit 1976, geproduceerd door Lee Perry. Het nummer behaalde in 1980 de 23ste plaats in de UK Singles Chart nadat deze voorkwam in de reggaefilm Rockers. Het nummer werd gecoverd door onder andere The Clash.
Het latere werk van Junior Murvin was minder succesvol. Hij nam zijn laatste album op in 2005.

## Discografie

### Albums
- Police and Thieves (1977), Island
- Tedious (1978), Mango
- Bad Man Posse (1982), Dread At The Controls
- Muggers in the Street (1984), Greensleeves
- Apartheid (1986), Jammy's
- Signs and Wonders (1989), Live & Love
- World Cry (1995), Sunvibes
- Inna de Yard (2007), Makasound

- Bibliothèque nationale de France: cb13928451g (data)
- Gemeinsame Normdatei: 135164737
- International Standard Name Identifier: 0000 0000 8003 7452
- Library of Congress Control Number: n94106733
- MusicBrainz: 8411d1f6-0f7a-4e9b-9745-a474780cd5b7
- Nationale Bibliotheek van Tsjechië: xx0150640
- Système universitaire de documentation: 157338347
- Virtual International Authority File: 76502914
- WorldCat: E39PBJxCtTgjmxjc6tCb3WkJjC